# Saint-Hilaire-de-Voust

Saint-Hilaire-de-Voust este o comună în departamentul Vendée, Franța. În 2009 avea o populație de 639 de locuitori.